# Live – Friday the 13th
Live – Friday the 13th – drugi album koncertowy amerykańskiego zespołu pop rockowego Maroon 5. Materiał na album został nagrany podczas koncertu zespołu 13 maja 2005 roku w Santa Barbara. Album zawiera czternaście utworów z pierwszego albumu zespołu Songs About Jane dostępnych na dysku CD i DVD. Bonusowo do dysku DVD dołączono film z kulis. Album zdobył status złotej płyty w Kanadzie.

## Lista utworów
1. "Shiver" – 4:49
2. "Through with You" – 3:19
3. "Tangled" – 3:37
4. "Harder to Breathe" – 2:59
5. "The Sun" – 7:52
6. "Wasted Years" – 5:23
7. "Secret" / "Ain’t No Sunshine" – 7:11
8. "Not Coming Home" – 4:28
9. "This Love" – 5:14
10. "Must Get Out" – 4:08
11. "Sunday Morning" – 6:37
12. "Sweetest Goodbye" – 9:38
13. "Hello" (Oasis cover) – 3:52
14. "She Will Be Loved" – 8:51

## Listy przebojów
| Lista (2009)                      | Najwyższa pozycja |
| --------------------------------- | ----------------- |
| Australia (ARIA Charts)           | 37                |
| Stany Zjednoczone (Billboard 200) | 61                |